# 原田節
原田 節（はらだ たかし）は日本のオンド・マルトノ奏者。

## 来歴
3歳よりヴァイオリンを、7歳よりピアノを始める。慶應義塾普通部、慶應義塾高等学校を経て、慶應義塾大学経済学部を卒業。同大学卒業後、パリ大学を経てパリ国立高等音楽院オンド・マルトノ科を首席で卒業。オンド・マルトノをジャンヌ・ロリオに師事。在学中よりオンド・マルトノ奏者および作曲家として音楽活動を始める。1992年3月、アムステルダム・コンセルトヘボウ管弦楽団（指揮：リッカルド・シャイー）と演奏会及びレコーディング（メシアンの『トゥーランガリラ交響曲』）を行う。これまでに20世紀フォックス映画『ライジング・サン』、東京バレエ団公演『M』のレコーディング等を行う。

## メディア出演
- テレビ東京『たけしの誰でもピカソ』2002年6月21日放送[5]。
- テレビ朝日『題名のない音楽会』2011年1月16日放送[6]、他複数回出演。
- テレビ朝日『関ジャム 完全燃SHOW』2021年12月12日放送[7]、他複数回出演。

## 受賞歴
- 第2回出光音楽賞（1991年度）
- 第5回グローバル音楽奨励賞（1992年2月6日）[8]
- 第4回飛騨古川音楽大賞奨励賞（1992年10月18日）[9]
- 第44回横浜文化賞文化・芸術奨励賞（1995年度）

## ディスコグラフィ
ディスコグラフィについては脚注。

### アルバム
- 湖を渡る風　オンド・マルトノの幻想的世界（1991年9月4日、Victor Entertainment、VICC-69）
- In the Garnet Garden（1993年7月21日、Victor Entertainment、VICC-124）
- REVE 夢（1997年5月21日、Victor Entertainment、VICC-60009）
- オヤスミナサイ（1999年9月1日、Victor Entertainment、VICL-60456）
- PALME Symphony（2002年3月13日、Victor Entertainment、VICL-60849）
- OVA「わんおふ -one off-」オリジナルサウンドトラック（2012年12月19日、Victor Entertainment、VTCL-60323）
- 白鳳讃（2017年10月29日、Electric Pimento Records、EP-1300CD）

### アルバム（ゲスト参加等）
- パルムの樹 PALME songs（2002年3月13日、Victor Entertainment、VICL-35351）
- メシアン：トゥーランガリラ交響曲／ 沼尻竜典指揮、日本フィルハーモニー交響楽団、他（2003年4月23日、Octavia Exton、OVCL-00106）
- 伊藤美由紀: 楽器+エレクトロニクス作品集「時の砂」（2009年7月7日、ALM Records、ALCD-80）
- 乱反射 Live@烏山TUBO（2010年3月3日、Nautilus Records、DQC-458）
- メシアン: トゥーランガリラ交響曲/ リッカルド・シャイー指揮（2017年4月26日、ユニバーサルミュージック、UCCD-51013）
- 孤独の発明: ぽつねん（2018年6月3日、troubadour cafe、TRBR-0019）
- 孤独の発明: 永遠にやつて来ない女性（2021年11月14日、troubadour cafe、TRBR-0022）